# كلية الاتحاد
كلية الاتحاد (بالإنجليزية: Union College)‏ هي جامعة خاصة، تأسست في 25 فبراير 1795، في الولايات المتحدة، وكان مؤسسها هو فيليب سكايلر، وهي عضوة في Center for Research Libraries ‏.